# Burg Dollendorf

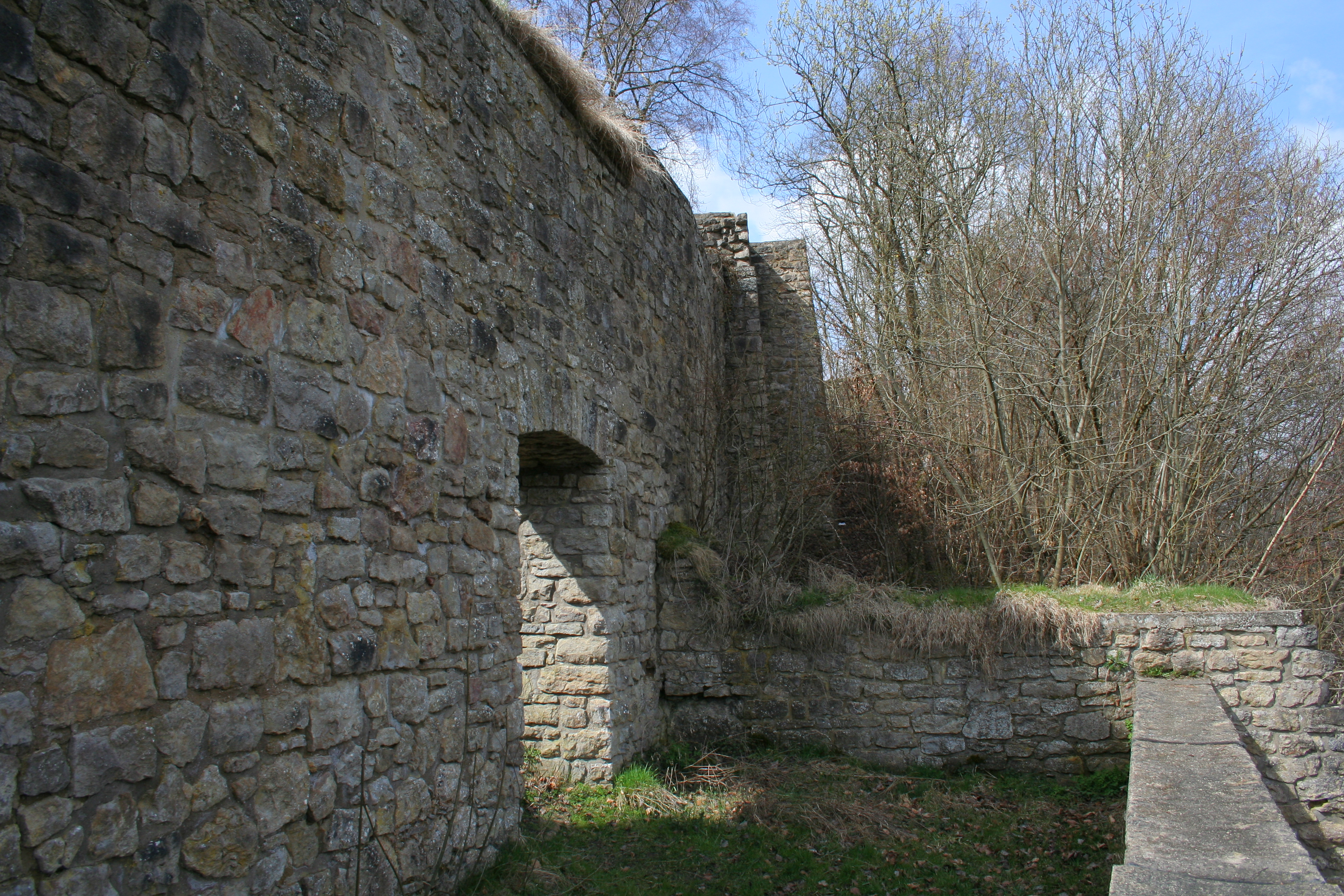
Äußere Mauer

Die Ruine der Burg Dollendorf befindet sich in Schloßthal, einem Ortsteil der Gemeinde Blankenheim in der Eifel. Die Ruine liegt im Naturschutzgebiet Lampertstal und Alendorfer Kalktriften mit Fuhrbach und Mackental.

## Geschichte
Bei der Burg Dollendorf handelt es sich um die Ruine einer alten Höhenburg, die den im Jahre 893 zuerst erwähnten Edelleuten von Dollendorf bis Mitte des 15. Jahrhunderts als Wohnsitz diente. Die Burg wird 1077 erstmals urkundlich erwähnt. Im 12. Jahrhundert wurde sie kölnisches Lehen, im 13. Jahrhundert gelangte sie unter Lehenshoheit der Grafen von Luxemburg und der Grafen von Jülich.
Wegen ihrer schon aus der Ferne erkennbaren Silhouette wird sie auch als Finger Gottes bezeichnet. In ihren Grundrissen ist die Anlage nachvollziehbar, Mauerreste wurden im Rahmen von Ausgrabungen teils wieder aufgemauert und gesichert.

## Nutzung der Ruine
Touristisch ist der Ortsteil nicht stark frequentiert. Die überkommende Anlage gibt dem Betrachter in ihrem heutigen Zustand – ergänzt durch eine Informationstafel zu Geschichte und Architektur – einen Einblick in die frühere Nutzung der Burg und deren Bewohner. Zudem ist die Fernsicht bis hin zu Aremberg (7,8 km), Nürburg (18 km) und Hohe Acht (21,3 km) bemerkenswert. Neben der Nutzung des Burggeländes als Feuerstelle ist es bei Anwohnern Brauch, dort Neujahr zu feiern.
Überreste der Burg Neuweiler finden sich luftlinienmäßig etwa 380 Meter südöstlich und rund 70 Höhenmeter unterhalb der Burg Dollendorf unmittelbar neben der Ahr.